# Borgarfjörður eystri
Borgarfjörður  eystri är en fjord i republiken Island.   Den ligger i kommunen Borgarfjarðarhreppur, regionen Austurland, i den östra delen av landet, 400 km öster om huvudstaden Reykjavík.